# Shinichi Kinoshita
Shinichi Kinoshita é um músico japonês que toca shamisen, um típico instrumento de cordas japonês.

## Carreira
Em 1986 e 1987, Shinichi Kinoshita ganhou, consecutivamente, o "The National Tsugaru Shamisen Competition". 
Em 2000, venceu o primeiro “Tsugaru Shamisen National Tournament of Successive Class “A” Champion Yamada Chisato Cup Contest".
Em 2001, formou a banda "Kinoshita Shinichi Group"

## Discografia
- 2001 - Den: King Of Tsugaru
- 2001 - Kai: Tsugaru Fusion
- 2002 - Sogu (Encounter) (em parceria com Roby Lakatos)
- 2003 - Syo
- 2004 - Passion!